# مغناطیس انسانی

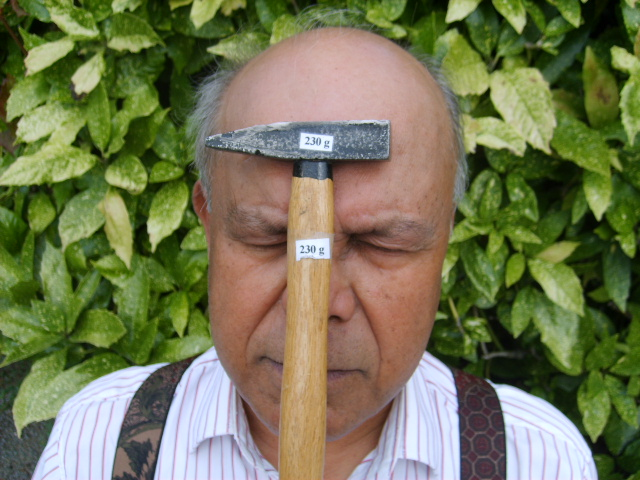
مردی که چکش به پوستش متصل است

مغناطیس انسانی نام مشهوری برای ادعایی توانایی برخی افراد در جذب اشیا به پوستشان است. افرادی که ادعا می‌کنند چنین توانایی دارند اغلب، آهن‌ربای انسانی نامیده می‌شوند. هر چند اکثر این افراد، قادر هستند اجسام فلزی را به پوست خود بچسبانند، اما برخی از آنها مواد دیگری مانند شیشه، ظروف چوبی، پلاستیک و همچنین فلزات فاقد خاصیت فرومغناطیسی مانند برنج و آلومینیوم را به خود بچسبانند. با این حال، هیچ‌یک از ادعاهای ثبت شده مغناطیس انسانی با فیزیک مغناطیس مطابقت ندارد.

## توضیح علمی
بسیاری از افرادی که می‌توانند اجسام را به بدن خود بچسبانند، می‌توانند این کار را نه تنها با فلز بلکه سایر مواد هم انجام دهند. این نشان می‌دهد که این پدیده را نمی‌توان با مغناطیس توضیح داد و از نوع فیزیکی دیگری استفاده می‌کند. بنجامین رادفورد شکاک از قطب‌نما برای بررسی میدان مغناطیسی شخصی که ادعا می‌کرد آهنربای انسانی است استفاده کرده‌است. وی نتیجه گرفت که این شخص میدان مغناطیسی تولید نمی‌کند. وی همچنین خاطرنشان کرد: این افراد معمولاً پوستی صاف و بدون مو دارند و هنگام چسبیدن اشیا کمی به پشت خم می‌شوند، که در صورت داشتن قدرت مغناطیسی دیگر لازم نیست. بسیاری از دانشمندان و طرفداران علم، از جمله جیمز رندی، ادعا می‌کنند که این توانایی را می‌توان با اصطکاک توضیح داد و ناشی از چسبندگی غیرمعمول پوست است. برای اثبات این موضوع، رندی نشان داده‌است که آهنرباهای انسانی وقتی تحت ماده معدنی طلق قرار می‌گیرند قدرت خود را از دست می‌دهند.